# Jeff Greer
Jeffrey David Greer, detto Jeff (New York, 30 novembre 1979), è un ex cestista statunitense con cittadinanza dominicana.

## Carriera
Con la Rep. Dominicana ha disputato i Giochi panamericani di Santo Domingo 2003.

## Palmarès

### Squadra
- Campionato francese: 2

Strasburgo: 2004-05
Nancy: 2007-08
- Semaine des As: 1

Gravelines: 2011
- Match des Champions: 1

Nancy: 2008

### Individuale
- LNB Pro A MVP finali: 1

Nancy: 2007-08